# SEAT Copa España 2008
SEAT Copa España 2008 var ett race som vanns av Tom Boardman.

## Delsegrare
| Bana      | Vinnare      | Vinnare             | Vinnare             |
| --------- | ------------ | ------------------- | ------------------- |
| Jarama    | Tom Boardman | Antonio de la Reina | Antonio de la Reina |
| Jerez     | Marin Colak  | Antoni Forné        | Antoni Forné        |
| Albacete  | Oscar Nogués | Tom Boardman        | Tom Boardman        |
| Barcelona | Tom Boardman | Francisco Carvalho  | Francisco Carvalho  |
| Valencia  | Tom Boardman | Francesc Gutiérrez  | Francesc Gutiérrez  |
| Barcelona | Tom Boardman | Francesc Gutiérrez  | Francesc Gutiérrez  |

## Slutställning
| Plats | Förare              | Poäng |
| ----- | ------------------- | ----- |
| 1     | Tom Boardman        | 157   |
| 2     | Francesc Gutiérrez  | 147   |
| 3     | Oscar Nogués        | 144   |
| 4     | Marin Colak         | 83    |
| 5     | Antonio de la Reina | 77    |
| 6     | Antoni Forné        | 75    |